# Buinzahra
Buinzahra (persisch بوئین‌زهرا [buinzæhɾɑ]) ist die Hauptstadt des Buinzahra-Verwaltungsbezirks in der Provinz Qazvin im Iran. In Buinzahra leben 15.858 Einwohner, verteilt auf 4250 Familien (Stand 2006).